# Salabka
Salabka v Praze-Troji je přírodní památkou od roku 1982. Vyhlášena byla k ochraně stepního rostlinného společenstva vřesovištního typu.
Území má přibližně tvar lichoběžníku o délce 300 a šířce 100 metrů. Rozkládá se na ploše 0,85 hektaru v nadmořské výšce 225 až 260 metrů na strmé stráni skloněné k severozápadu blízko hranice Troji a Bohnic, v těsném sousedství Pražské botanické zahrady. Prochází tudy naučná stezka.
Na podkladu buližníku a břidlice roste řada vzácných rostlin. Kromě vřesu obecného se zde vyskytuje štírovník růžkatý, válečka prapořitá, ovsík vyvýšený, ovsíř luční, metlička křivolaká, hlaváč žlutavý, kostřava žlábkatá a máčka ladní. V tomto prostředí podobném stepi se daří některým vzácným druhům hmyzu – žije zde například otakárek fenyklový.
Existence těchto rostlin je kromě vhodného podloží a klimatických podmínek závislá i na vnějších podmínkách, zejména spásání porostů a jejich občasném kontrolovaném vypalování. Magistrát hlavního města Prahy proto ve spolupráci s botanickou zahradou nechává území přírodní památky pravidelně spásat kozami a ovcemi.